# Gentiana striata
Gentiana striata är en gentianaväxtart som beskrevs av Carl Maximowicz. Gentiana striata ingår i släktet gentianor, och familjen gentianaväxter. Inga underarter finns listade i Catalogue of Life.